# Kamov Ka-27
O Kamov Ka-27 (designação da OTAN 'Helix') é um helicóptero militar desenvolvido pela russa Kamov para a marinha da antiga União Soviética. Atualmente, equipa as forças militares da Rússia, Ucrânia, Azerbaijão, Argélia, Síria, Laos, Tailândia, Vietnã, Coreia do Sul, China e Índia.

## Desenho e desenvolvimento
O helicóptero foi desenvolvido para transporte e guerra anti-submarina, com o intuito de substituir o antiquado Kamov Ka-25, e é semelhante em aspecto à versão antecessora devido a exigências de armazená-lo no mesmo espaço de hangar.
O seu desenvolvimento começou em 1970 e o primeiro protótipo voou em 1973, e tal como outros helicópteros militares desenvolvidos pela Kamov, possui um rotor coaxial, eliminando a necessidade de um rotor de cauda.

## Versões
- Ka-25-2: Primeiro protótipo.
- Ka-27K: Protótipo de guerra antissubmarina.
- Ka-27PL: Helicóptero de guerra antissubmarina.
- Ka-27PS: Helicóptero de busca e salvamento, equipamento ASW removido e guincho instalado.
- Ka-27PV: Versão armada do Ka-27PS.
- Ka-27M:A última modificação do helicóptero, equipado com radar e sistemas de comando tático que incluem os seguintes sistemas: sensores acústicos, sensores magnetométricos, inteligência de sinais e radar FH-A com antena phased array ativa. O radar é montado sob a fuselagem e fornece visão geral na busca e deteção de alvos na superfície, no ar e no solo.
- Ka-28: Versão de exportação do Ka-27PL.
- Ka-29TB: Helicóptero blindado de transporte de assalto, com acomodação para dois pilotos e 16 militares. 4 suspensões carregam foguetes, canhões, bombas e mísseis antitanque.
- Ka-252RLD: Uma variante de alerta antecipado.
- Ka-32: Helicóptero de transporte civil. Versão de produção inicial.
- Ka-32A1: Helicóptero de combate a incêndios, equipado com balde.
- Ka-32A2: Versão de policia, equipada com dois holofotes e um alto-falante.
- Ka-32A4: Versão especial de busca e salvamento, salvamento e evacuação
- Ka-32A7:Versão armada desenvolvida a partir do Ka-27PS.
- Ka-32A11BC: Versão canadiana e chinesa, certificada pela Europa com motores Klimov TV3-117MA e Glass Cockpit.
- Ka-32A12: Versão registada e aprovada na Suíça.
- KA-32C: Versão personalizada pouco conhecida.
- Ka-32M: Desenvolvimento projetado com motores 1839 kW TV3-117VMA-SB3. Provavelmente substituído pelo projeto Ka-32-10.
- Ka-32S: Transporte utilitário marítimo, helicóptero de busca e salvamento, equipado com radar debaixo do "nariz".
- Ka-32T: Helicóptero utilitário de transporte, com acomodação para dois tripulantes e 16 passageiros.
- Ka-32K: Helicóptero com guindaste, equipado com uma gôndola retrátil para um segundo piloto.

## Histórico de operação em Portugal

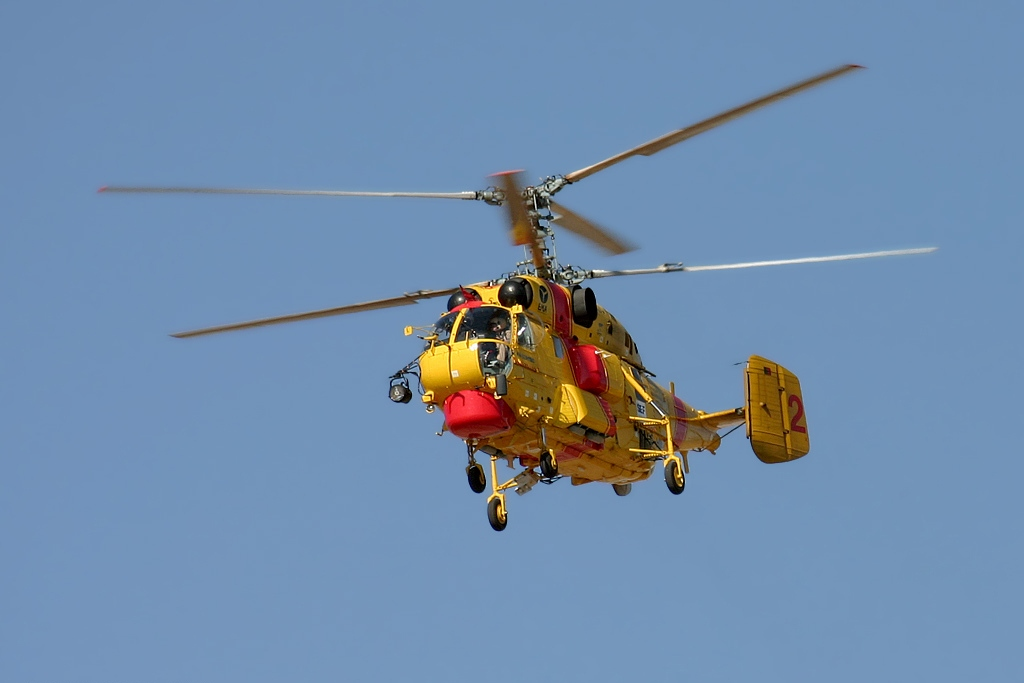
Kamov Ka-32 do Estado português.

O Estado Português, adquiriu em 2006, seis helicópteros Kamov Ka-32 destinados ao combate a incêndios, vindo a ser recebidos em 2008. Para operar os 6 Kamov Ka-32 e os 4 Eurocopter AS 350 B3 pertencentes ao Ministério da Administração Interna, o Estado Português criou em 2007 a empresa pública, EMA - Empresa de Meios Aéreos, sendo em 2014 extinta devido a cortes orçamentais em Portugal. Para se poderem continuar a operar estes helicópteros, foi aberto um concurso público para encontrar uma empresa que pudesse operar e efetuar manutenções a estes helicópteros, tendo vencido a empresa Everjets, que ficou responsável por tal. Em 2016 depois de uma auditoria, o Ministério Público começou a investigar um possível desalinhamento entre os interesses do Estado e o contrato assinado entre a Autoridade Nacional de Emergência e Proteção Civil e a Everjets.
Da frota de 6 Kamov Ka-32, 1 sofreu um acidente em 2012, sendo praticamente irrecuperável, 2 necessitam de manutenção desde 2015 e os restantes 3 necessitam de manutenção desde 2018, estando todos armazenados num hangar no aeródromo de Ponte de Sor. Em 2018, a contratação de meios aéreos de combate a incêndios passou para alçada da Força Aérea Portuguesa, sendo esta, desde 2018 responsável pela contratação e gestão dos meios aéreos de combate a incêndios. Após isso, começou a ser estudada a possibilidade de recuperar os Kamov Ka-32, tendo estado em Portugal técnicos da fabricante destes helicópteros, a avaliarem a viabilidade da sua recuperação.
A 10 de fevereiro de 2022, através do despacho nº1705/2022, a frota dos 6 helicópteros Kamov Ka-32 passou para a Força Aérea Portuguesa, para ser utilizada em missões militares e missões civis, como o combate a incêndios.
Devido à invasão da Ucrânia pela Rússia, iniciada a 24 de fevereiro de 2022, uma das medidas tomadas pelos países europeus foi a suspensão do voo de aeronaves de origem russa em território europeu, juntando isso ao contínuo apoio por parte do Governo Português no envio de armamento militar para a Ucrânia, a Ministra da Defesa Nacional, Helena Carreiras, anunciou em outubro de 2022, que Portugal irá enviar para aquele país, os seus 6 helicópteros Kamov, de maneira a apoiar o esforço de guerra levado a cabo pela Ucrânia.

## Galeria

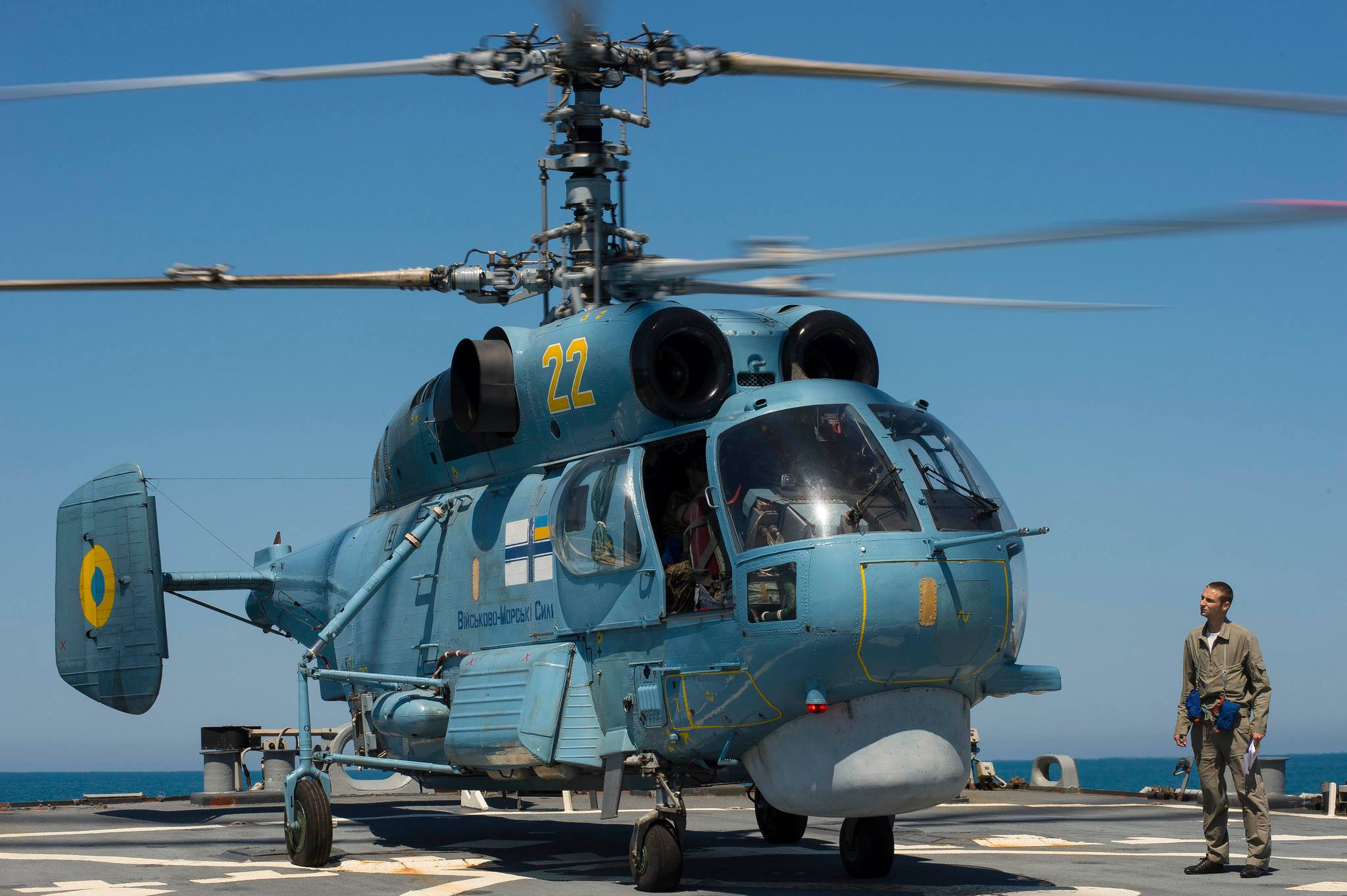
Kamov Ka-27
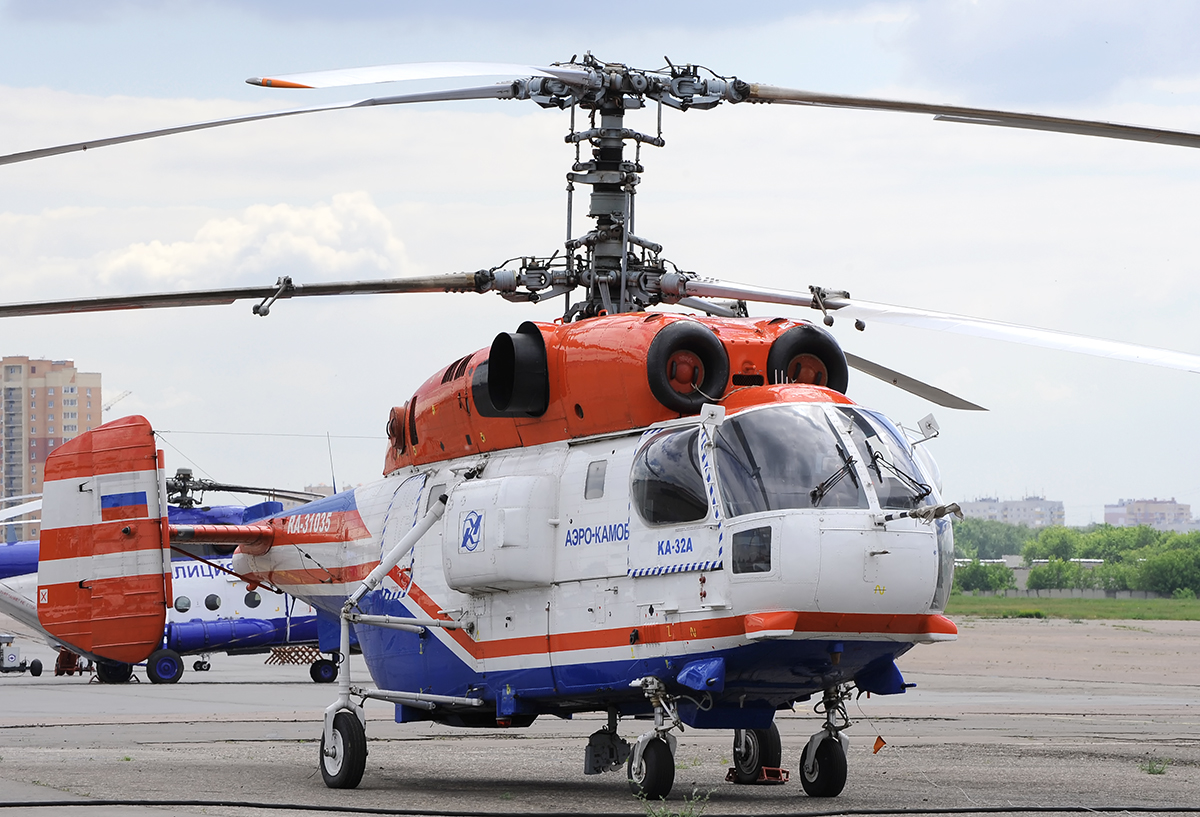
Kamov Ka-32
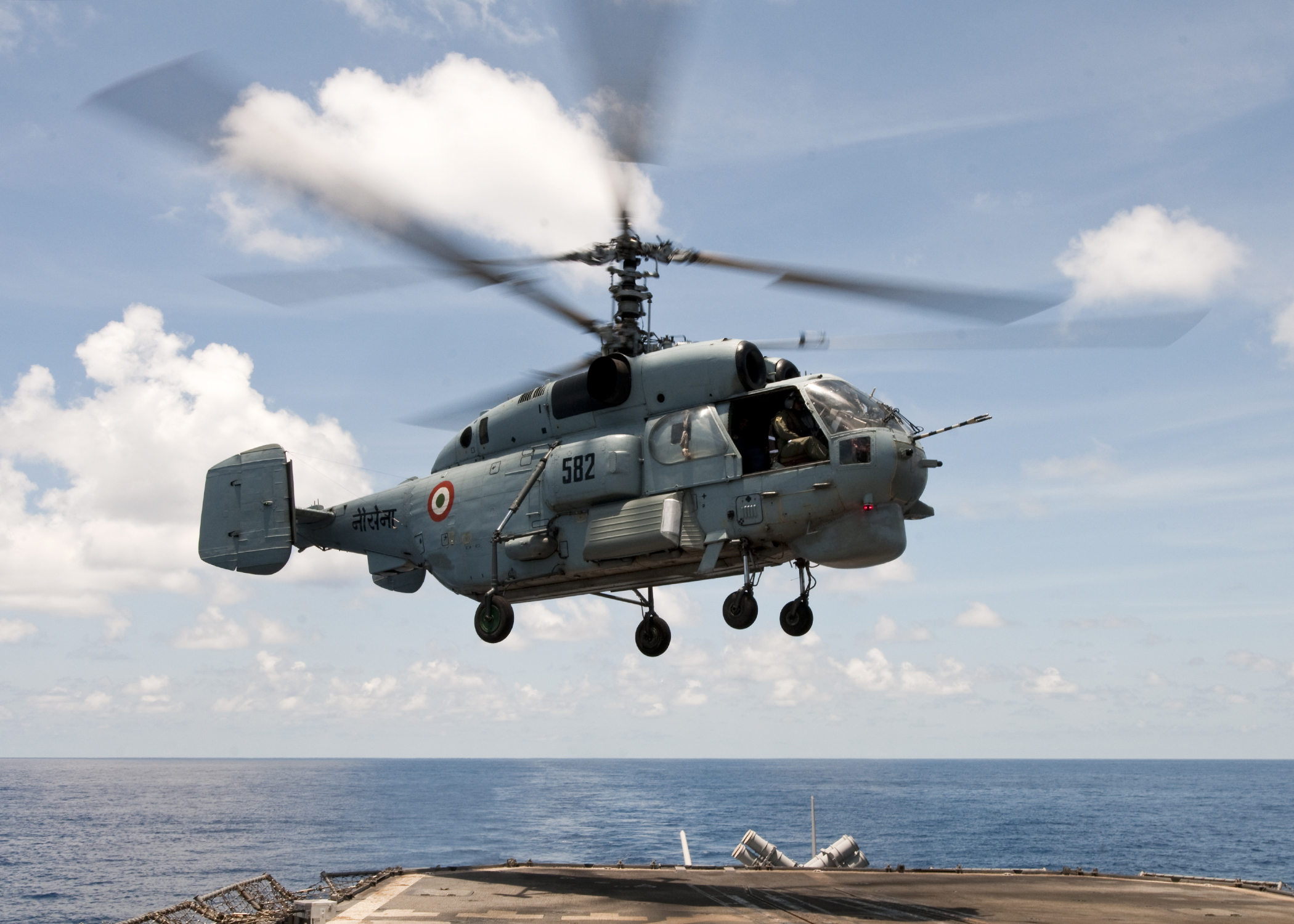
Kamov Ka-31
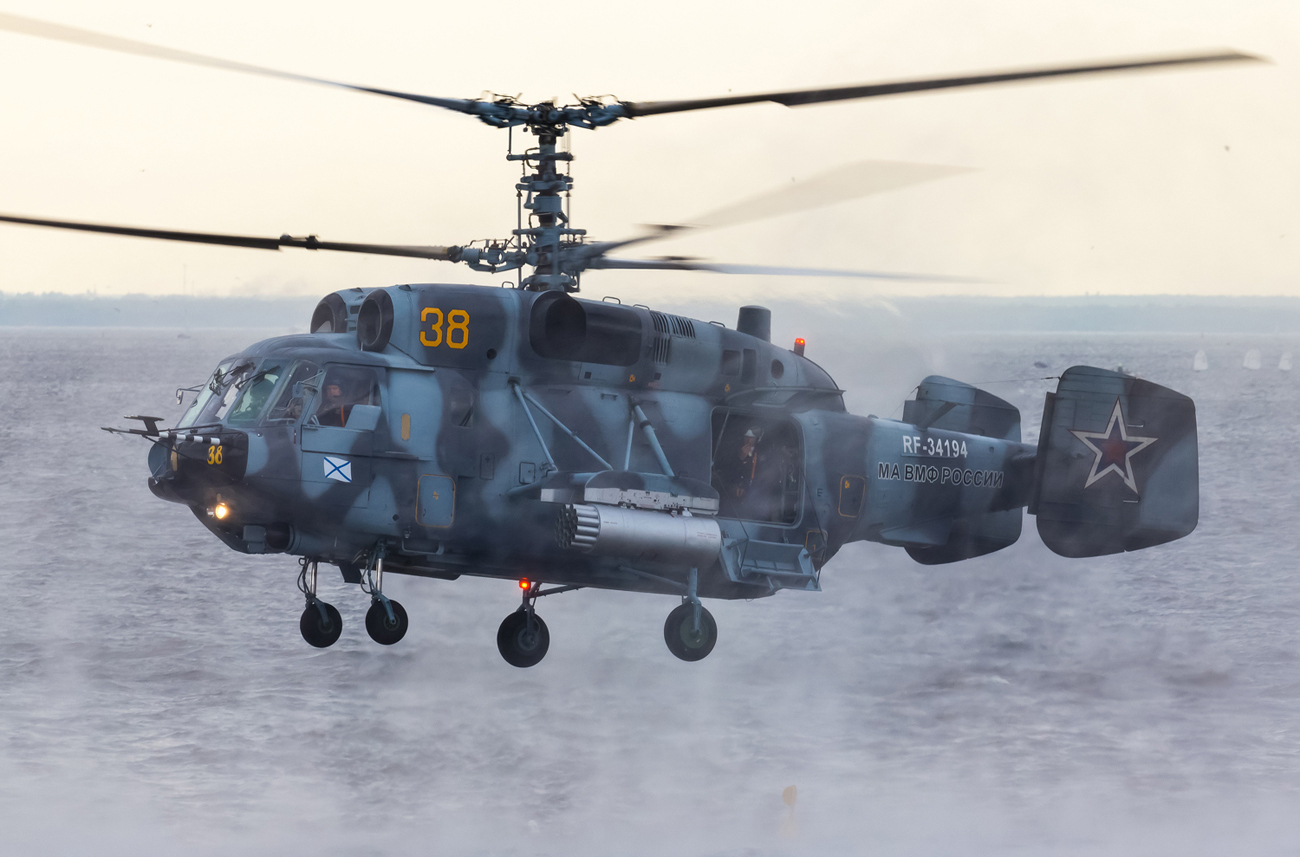
Kamov Ka-29